# Lost in Love
Lost in Love è il quinto album in studio del gruppo rock australiano Air Supply, pubblicato nel 1980.

## Tracce
1. Lost in Love – 3:51
2. All Out of Love – 3:59
3. Every Woman in the World – 3:33
4. Just Another Woman – 3:51
5. Having You Near Me – 3:50
6. American Hearts – 3:13
7. Chances – 3:31
8. Old Habits Die Hard – 3:03
9. I Can't Get Excited – 5:01
10. My Best Friend – 2:32

## Formazione
- Russell Hitchcock - voce, cori
- David Moyse - chitarre, basso, cori
- Graham Russell - chitarre, voce, cori
- Frank Esler-Smith - tastiere, orchestrazioni
- Ralph Cooper - batteria, percussioni